# Salemina francescophila
Salemina francescophila är en insektsart som beskrevs av George Willis Kirkaldy 1906. Salemina francescophila ingår i släktet Salemina och familjen vedstritar. Inga underarter finns listade i Catalogue of Life.